# Rozavlea
Rozavlea là một xã thuộc hạt Maramureș, România. Dân số thời điểm năm 2002 là 6181 người.